# 微硬毛建草
微硬毛建草（学名：Dracocephalum rigidulum）为唇形科青兰属下的一个种。

## 扩展阅读
- 維基物種上的相關：微硬毛建草